# Kunstmuseum Shanghai

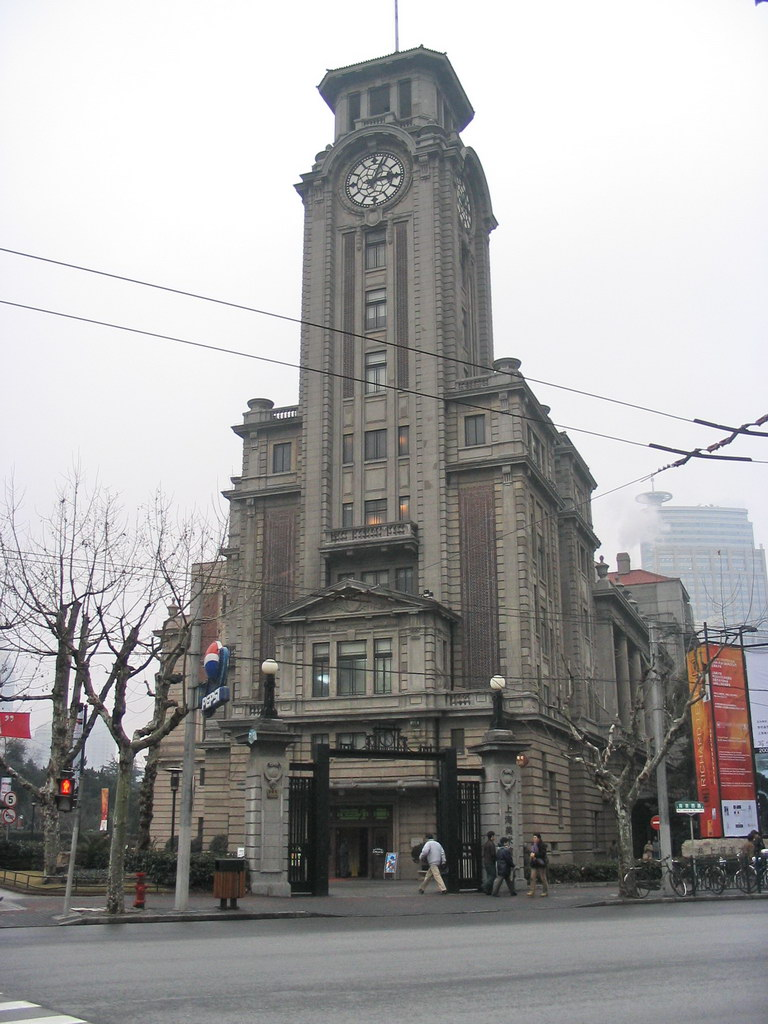
Kunstmuseum Shanghai

Das Kunstmuseum Shanghai (chinesisch 上海美术馆, Pinyin Shànghǎi měishùguǎn, engl.: Shanghai Art Museum) ist ein Kunstmuseum in Shanghai.
Es befindet sich in der Nähe des Platzes des Volkes im Stadtbezirk Huangpu. Auf 5.000 Quadratmetern Ausstellungsfläche werden über 4000 Kunstwerke ausgestellt. Das Museum besitzt auch einen Konferenzraum für Kunstvorträge.
Es ist auch der Hauptausstellungsort der zweijährlich stattfindenden Shanghai Biennale.